# 花鏡
花鏡（かきょう）は能芸論書。一巻。世阿弥著。応永三十一年（1424年）までに段階的に成立。『風姿花伝』以後、約二十年間の著述を集成したもの。
花鏡は世阿弥が父と別れてから四十年の間に、彼が体得し、開拓し得た芸術論を集成したものといえる。とくに「奧段」と呼ばれる最後の段は、芸の奥義として「初心忘るべからず」と記され、世阿弥の芸能論の精髄と評されている。